# India Office
L'India Office è stato un dipartimento governativo britannico istituito nel 1858 e sciolto nel 1947 il cui compito principale era quello di sovrintendere amministrativamente, attraverso un Viceré ed altri ufficiali, all'Impero Anglo-Indiano, che allora comprendeva gran parte dei territori degli attuali Bangladesh, Birmania, India e Pakistan, incluso Aden ed altri territori che si affacciano sull'Oceano Indiano.
A capo del dipartimento c'era il Segretario di Stato per l'India che era coaudivato nelle sue funzioni dal Consiglio dell'India (in inglese Council of India).